# Menachem Mendel Bejlis

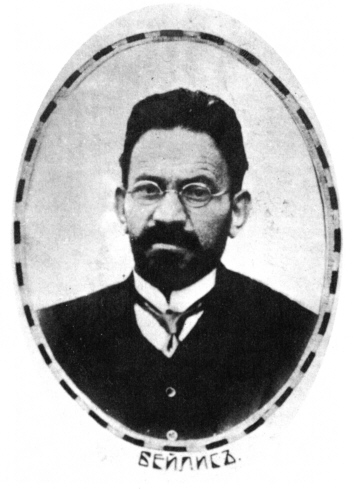

Menachem Mendel Bejlis (hebr. ‏מנחם מנדל בייליס‎, ros. Менахем Мендель Бейлис, ur. 1874, zm. 1934) – rosyjski Żyd oskarżony o mord rytualny. Był oskarżonym w procesie, który odbył się w 1913 roku i przeszedł do historii jako proces Bejlisa lub sprawa Bejlisa. Zapoczątkował on międzynarodową krytykę antysemickiej polityki prowadzonej przez Imperium Rosyjskie. Proces Bejlisa był ostatnim procesem o dokonanie mordu rytualnego przez Żydów.

## Tło
Menachem Mendel Bejlis urodził się w religijnej rodzinie żydowskiej, sam jednak nie studiował intensywnie Tory i pracował regularnie w czasie szabatu i innych świąt (poza Rosz Haszana i Jom Kipur). W 1911 roku Bejlis był już po odbyciu służby wojskowej, miał pięcioro dzieci, zatrudniony był jako superintendent w fabryce kostki brukowej w Kijowie.
12 marca 1911 (starego stylu) roku trzynastoletni ukraiński chłopiec Andrzej (Andrij) Juszczyński (Андрій Ющинський) zaginął w drodze do szkoły (Kijowsko-Sofijskiej Szkoły Duchownej). Osiem dni później jego okaleczone ciało zostało znalezione w jaskini znajdującej się niedaleko miejscowej fabryki kostki brukowej.

## Przed procesem (1911–1913)

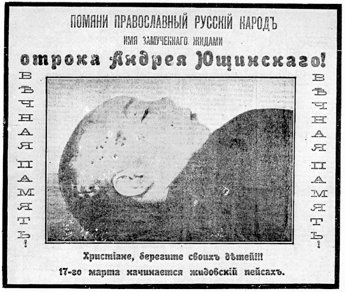
Antysemicka ulotka kolportowana w trakcie procesu Bejlisa w Kijowie, ostrzegająca chrześcijańskich rodziców przed porwaniami ich dzieci w czasie Paschy.

Bejlisa aresztowano 21 lipca 1911 roku, zaraz po tym, jak zajmujący się zapalaniem latarni świadek zeznał, iż chłopiec został porwany przez Żyda. Raport wysłany carowi Mikołajowi II przez sąd opisywał Bejlisa jako zabójcę Juszczyńskiego. Bejlis spędził w więzieniu dwa lata w oczekiwaniu na proces. W tym czasie rozpoczęła się w rosyjskiej prasie szeroko zakrojona kampania antysemicka, w której społeczność żydowską oskarżano o mordowanie dzieci i używanie ich krwi w celach rytualnych.
Pośród tych, którzy pisali lub przemawiali przeciwko fałszywym oskarżeniom, byli: Maksym Gorki, Władimir Korolenko, Aleksandr Błok, Aleksandr Kuprin, Władimir Wiernadski, Mychajło Hruszewski, Paweł Milukow i wielu innych.

## Proces
Proces miał miejsce w Kijowie i trwał od 25 września do 28 października 1913 roku. Główny oskarżyciel, A.I. Vipper, w swoich mowach zawierał wielokrotne twierdzenia o antysemickim charakterze.
Zespół oskarżycieli składał się z najlepszych rządowych prawników. Jednym z biegłych powołanych w procesie był znawca Talmudu, ksiądz katolicki Justyn Pranajtis, sprowadzony aż z Taszkentu. Pranajtis twierdził, iż zamordowanie chłopca było rytuałem religijnym, co pokrywało się z ówczesną wiarą wielu Rosjan w to, iż Żydzi w swojej liturgii wykorzystują krew chrześcijan. Podczas procesu ujawniła się niewiedza Pranajtisa jako znawcy Talmudu. Innym ekspertem był profesor Iwan Sikorski z uniwersytetu w Kijowie, psycholog medyczny, który również określił sprawę jako morderstwo rytualne.
Bejlisa reprezentowali natomiast najlepsi adwokaci Moskwy, Petersburga i Kijowa: Wasilij Maklakow, Oskar Gruzenberg, N. Karabczewski, A. Zarundy i D. Grigorowicz-Barski. Dwóch prominentnych rosyjskich profesorów, Troitski i Kokowcow, wypowiadało się w obronie żydowskich wartości religijnych, próbując wykazać fałszywość zarzutów. Również profesor Kijowskiej Akademii Duchownej, prawosławny duchowny i biblista Aleksandr Głagolew stwierdził, iż prawa mojżeszowe zabraniają rozlewu ludzkiej krwi i używania jakiejkolwiek krwi w ogóle w celach żywnościowych.
Bejlisa aresztowano na podstawie zeznań jednego tylko świadka, który jednak stwierdził podczas procesu, iż został do nich nakłoniony przez tajną policję. Po kilku godzinach narad ława przysięgłych (wszyscy jej członkowie byli chrześcijanami, a pośród nich nie było żadnego przedstawiciela inteligencji) uniewinniła Bejlisa.
Późniejsze śledztwo wykazało, iż feralnego poranka Andrij Juszczyński postanowił pójść na wagary i odwiedzić przyjaciela, Żenię Czeberiaka.
Adwokat Bejlisa Oscar Gruzenberg opisał proces w swoich pamiętnikach w rozdziale pod tytułem „Hańba” jako aferę zaaranżowaną przez rząd centralny Rosji „w celu odwrócenia gniewu ludu za pomocą szczucia antysemickeigo”. Gruzenberg opisuje służalczych urzędników, kijowskiego prokuratora generalnego Czapińskiego, przewodniczącego sądu Bołdyrewa, któremu obiecano wyższe stanowisko za spełnienie życzeń władzy, marszałka ławy Melnikowa – człowieka z „czołobitnym obliczem”, przekupnych sędziów i nieprzejednanego ministra sprawiedliwości Szczegłowitowa. Do oskarżania Bejlisa przed sądem, minister Szczegłowitow, posłał do Kijowa prokuratora Wipera – „Niemca przesiąkniętego nienawiścią nie tylko do Żydów, lecz i do wszystkich, którzy nie mają szczęścia należenia do wybranej rasy germańskiej”. Według Gruzenberga Czapliński nie pozwolił wytoczyć procesu prawdziwym mordercom – bandzie Wiery Czeberiakowej.

## Po procesie
Proces Bejlisa zdobył międzynarodowy rozgłos, w jego wyniku antysemicka polityka Imperium Rosyjskiego stała się przedmiotem zmasowanej krytyki. Sprawę Bejlisa porównywano do wydarzeń w Stanach Zjednoczonych, gdzie Żyd Leo Frank, księgowy w fabryce ołówków w Atlancie, został skazany na śmierć za zgwałcenie i zamordowanie trzynastoletniej Mary Phagan, a później – gdy wyrok zamieniono na dożywotnie więzienie – zlinczowany.
Po wyjściu na wolność Bejlis wraz z rodziną wyjechał z Rosji do Palestyny, wówczas prowincji Imperium Osmańskiego. W 1920 roku osiedlił się w Stanach Zjednoczonych, gdzie zmarł w 1934 roku.

## Echa i wpływy
W oparciu o opisane powyżej wydarzenia i książkę Bernarda Malamuda Fachman nakręcono w 1968 roku film Żyd Jakow (znany również pod tytułem Fachman), z rolami Alana Batesa i Dirka Bogarde’a.
W marcu 2006 roku w numerze 9/160 magazynu Personnel Plus, wydawanego przez oskarżaną o antysemityzm ukraińską Międzyregionalną Akademię Zarządzania Osobowego, pojawił się artykuł pt. Morderstwo wyjaśnione, morderca nieznany? autorstwa Jarosława Orosa. Powtórzono w nim fałszywe oskarżenia pod adresem Bejlisa z czasów carskich. Tydzień wcześniej członkowie władz Akademii odwiedzili grób Andrija Juszczyńskiego.
Sprawę omawiał m.in. Leon Petrażycki